# CEV Champions League 2011–2012 (damer)
CEV Champions League 2011-2012 var den 52:a upplagan av volleybollturneringen CEV Champions League. Turneringen utspelade sig mellan 29 november 2011 och 25 mars 2012 och 20 lag från Confédération Européenne de Volleyballs medlemsförbund deltog. Fenerbahçe SK vann tävlingen för första gången genom att i finalen besegra RC Cannes.

## Kvalificering
Varje förbund fick delta med ett visst antal klubbar enligt CEV:s rankinglistant. Förbund med högre koefficient hade fler klubbar än de med lägre poäng. Det maximala antalet lag för varje nation var tre. .
För 2011/2012 års upplaga var fördelningen per förbund:
- Position 1 ( Italien): 3 lag
- Position 2-4 ( Frankrike,  Ryssland,  Polen,  Turkiet): 2 lag
- Position 5-7 ( Tyskland,  Rumänien,  Serbien): 1 lag

Azerbajdjan, Schweiz, Tjeckien, Turkiet och Tyskland fick wild cards.

## Deltagande lag
| - Azərreyl QVK - Rabita Baku - Volley Bergamo - RC Cannes - CSV 2004 Tomis Constanța - Dresdner SC - ZHVK Dinamo Moskva - ASPTT Mulhouse - MKS Muszyna - Eczacıbaşı SK | - Fenerbahçe SK - Vakıfbank SK - ZHVK Dinamo Kazan - Robursport Volley Pesaro - VK Prostějov - Schweriner SC - Trefl Sopot - OK Röda stjärnan Belgrad - Gruppo Sportivo Oratorio Pallavolo Femminile Villa Cortese - Voléro Zürich |

## Gruppspelsfasen
Lottdragning för gruppfasen hölls i Wien den 1 juli 2011. Då meddelade CEV-presidenten André Meyer att finalen skulle anordnas i Baku, Azerbajdjan. Till skillnad från de tidigare utgåvorna kom det efter gruppspelet inte att finnas någon direktkvalificering till finalspelet utan det var en åttondelsfinal och kvartsfinaler; som de tre första i varje grupp och den bästa fyran kvalificerar sig för.

### Grupper
| Grupp A                                                                                          | Grupp B                                              | Grupp C                                                  | Grupp D                                                           | Grupp E                                                                          |
| ------------------------------------------------------------------------------------------------ | ---------------------------------------------------- | -------------------------------------------------------- | ----------------------------------------------------------------- | -------------------------------------------------------------------------------- |
| RC Cannes Gruppo Sportivo Oratorio Pallavolo Femminile Villa Cortese Schweriner SC Eczacıbaşı SK | Fenerbahçe SK ASPTT Mulhouse Dresdner SC Rabita Baku | ZHVK Dinamo Kazan Trefl Sopot Voléro Zürich VK Prostějov | Volley Bergamo Vakıfbank SK CSV 2004 Tomis Constanța Azərreyl QVK | MKS Muszyna ZHVK Dinamo Moskva OK Röda stjärnan Belgrad Robursport Volley Pesaro |

### Grupp A

#### Resultat
| Datum    | Mellan                                                                     | Resultat | Set   | Set   | Set   | Set   | Set   | Poäng totalt | Speltid | Åskådare |
| Datum    | Mellan                                                                     | Resultat | 1     | 2     | 3     | 4     | 5     | Poäng totalt | Speltid | Åskådare |
| -------- | -------------------------------------------------------------------------- | -------- | ----- | ----- | ----- | ----- | ----- | ------------ | ------- | -------- |
| 29-11-11 | Schweriner SC - Eczacıbaşı SK                                              | 1 - 3    | 25:18 | 14:25 | 22:25 | 20:25 |       | 81 - 93      | 1h:48   | 1.873    |
| 30-11-11 | RC Cannes - Gruppo Sportivo Oratorio Pallavolo Femminile Villa Cortese     | 3 - 1    | 25:21 | 25:20 | 23:25 | 25:21 |       | 98 - 87      | 1h:37   | 3.000    |
| 06-12-11 | Eczacıbaşı SK - RC Cannes                                                  | 1 - 3    | 25:23 | 23:25 | 18:25 | 20:25 |       | 86 - 98      | 1h:47   | 1.270    |
| 06-12-11 | Gruppo Sportivo Oratorio Pallavolo Femminile Villa Cortese - Schweriner SC | 3 - 1    | 21:25 | 25:21 | 25:17 | 25:15 |       | 96 - 68      | 1h:32   | 580      |
| 14-12-11 | Gruppo Sportivo Oratorio Pallavolo Femminile Villa Cortese - Eczacıbaşı SK | 2 - 3    | 25:16 | 14:25 | 25:23 | 19:25 | 13:15 | 96 - 104     | 1h:46   | 1.100    |
| 15-12-11 | RC Cannes - Schweriner SC                                                  | 3 - 0    | 25:11 | 25:14 | 25:15 |       |       | 75 - 40      | 1h:04   | 3.000    |
| 20-12-11 | Schweriner SC - RC Cannes                                                  | 0 - 3    | 21:25 | 20:25 | 17:25 |       |       | 58 - 75      | 1h:10   | 1.600    |
| 22-12-11 | Eczacıbaşı SK - Gruppo Sportivo Oratorio Pallavolo Femminile Villa Cortese | 3 - 1    | 25:14 | 25:13 | 22:25 | 25:20 |       | 97 - 72      | 1h:52   | 2.100    |
| 10-01-12 | Schweriner SC - Gruppo Sportivo Oratorio Pallavolo Femminile Villa Cortese | 0 - 3    | 21:25 | 22:25 | 17:25 |       |       | 60 - 75      | 1h:14   | 1.550    |
| 11-01-12 | RC Cannes - Eczacıbaşı SK                                                  | 3 - 1    | 25:22 | 25:19 | 22:25 | 25:21 |       | 97 - 87      | 1h:43   | 3.200    |
| 17-01-12 | Eczacıbaşı SK - Schweriner SC                                              | 3 - 2    | 29:31 | 25:20 | 25:21 | 22:25 | 15:12 | 116 - 109    | 1h:58   | 1.372    |
| 17-01-12 | Gruppo Sportivo Oratorio Pallavolo Femminile Villa Cortese - RC Cannes     | 2 - 3    | 16:25 | 26:24 | 22:25 | 25:16 | 9:15  | 98 - 105     | 1h:44   | 1.000    |

#### Sluttabell
| Pos | Lag                                                        | Poäng | Matcher | Matcher | Matcher   | Set   | Set       | Kvot  | Poäng | Poäng     | Kvot  |
| Pos | Lag                                                        | Poäng | Spelade | Vunna   | Förlorade | Vunna | Förlorade | Kvot  | Vunna | Förlorade | Kvot  |
| --- | ---------------------------------------------------------- | ----- | ------- | ------- | --------- | ----- | --------- | ----- | ----- | --------- | ----- |
| 1   | RC Cannes                                                  | 17    | 6       | 6       | 0         | 18    | 5         | 3.600 | 548   | 456       | 1.201 |
| 2   | Eczacıbaşı SK                                              | 10    | 6       | 4       | 2         | 14    | 12        | 1.166 | 583   | 553       | 0.511 |
| 3   | Gruppo Sportivo Oratorio Pallavolo Femminile Villa Cortese | 8     | 6       | 2       | 4         | 12    | 13        | 0.923 | 524   | 542       | 0.966 |
| 4   | Schweriner SC                                              | 1     | 6       | 0       | 6         | 4     | 18        | 0.222 | 426   | 530       | 0.803 |

### Grupp B

#### Resultat
| Datum    | Mellan                         | Resultat | Set   | Set   | Set   | Set   | Set | Poäng totalt | Speltid | Åskådare |
| Datum    | Mellan                         | Resultat | 1     | 2     | 3     | 4     | 5   | Poäng totalt | Speltid | Åskådare |
| -------- | ------------------------------ | -------- | ----- | ----- | ----- | ----- | --- | ------------ | ------- | -------- |
| 30-11-11 | Fenerbahçe SK - Dresdner SC    | 3 - 0    | 25:16 | 25:19 | 25:21 |       |     | 75 - 56      | 1h:13   | 3.200    |
| 01-12-11 | Rabita Baku - ASPTT Mulhouse   | 3 - 0    | 25:15 | 25:13 | 25:21 |       |     | 75 - 49      | 1h:08   | 2.100    |
| 06-12-11 | ASPTT Mulhouse - Fenerbahçe SK | 0 - 3    | 20:25 | 19:25 | 18:25 |       |     | 57 - 75      | 1h:12   | 3.000    |
| 07-12-11 | Dresdner SC - Rabita Baku      | 0 - 3    | 22:25 | 19:25 | 21:25 |       |     | 62 - 75      | 1h:20   | 1.612    |
| 14-12-11 | Dresdner SC - ASPTT Mulhouse   | 1 - 3    | 25:15 | 20:25 | 22:25 | 23:25 |     | 90 - 90      | 1h:48   | 1.800    |
| 15-12-11 | Fenerbahçe SK - Rabita Baku    | 3 - 0    | 25:20 | 29:27 | 25:18 |       |     | 79 - 65      | 1h:23   | 2.970    |
| 20-12-11 | ASPTT Mulhouse - Dresdner SC   | 0 - 3    | 23:25 | 18:25 | 11:25 |       |     | 52 - 75      | 1h:19   | 3.300    |
| 20-12-11 | Rabita Baku - Fenerbahçe SK    | 3 - 1    | 25:27 | 27:25 | 25:20 | 25:17 |     | 102 - 89     | 1h:59   | 3.000    |
| 10-01-12 | Rabita Baku - Dresdner SC      | 3 - 0    | 25:17 | 25:17 | 25:16 |       |     | 75 - 50      | 1h:08   | 2.400    |
| 11-01-12 | Fenerbahçe SK - ASPTT Mulhouse | 3 - 0    | 25:17 | 25:16 | 25:12 |       |     | 75 - 45      | 1h:05   | 1.277    |
| 17-01-12 | ASPTT Mulhouse - Rabita Baku   | 0 - 3    | 16:25 | 20:25 | 17:25 |       |     | 53 - 75      | 1h:12   | 2.200    |
| 17-01-12 | Dresdner SC - Fenerbahçe SK    | 1 - 3    | 23:25 | 25:21 | 15:25 | 19:25 |     | 82 - 96      | 1h:43   | 2.700    |

#### Sluttabell
| Pos | Lag            | Poäng | Matcher | Matcher | Matcher   | Set   | Set       | Kvot  | Poäng | Poäng     | Kvot  |
| Pos | Lag            | Poäng | Spelade | Vunna   | Förlorade | Vunna | Förlorade | Kvot  | Vunna | Förlorade | Kvot  |
| --- | -------------- | ----- | ------- | ------- | --------- | ----- | --------- | ----- | ----- | --------- | ----- |
| 1   | Fenerbahçe SK  | 15    | 6       | 5       | 1         | 16    | 4         | 4.000 | 489   | 407       | 1.201 |
| 2   | Rabita Baku    | 15    | 6       | 5       | 1         | 15    | 4         | 3.750 | 467   | 382       | 1.222 |
| 3   | Dresdner SC    | 3     | 6       | 1       | 5         | 5     | 15        | 0.333 | 415   | 463       | 0.896 |
| 4   | ASPTT Mulhouse | 3     | 6       | 1       | 5         | 3     | 16        | 0.187 | 346   | 465       | 0.744 |

### Grupp C

#### Resultat
| Datum     | Mellan                            | Resultat | Set   | Set   | Set   | Set   | Set   | Poäng totalt | Speltid | Åskådare |
| Datum     | Mellan                            | Resultat | 1     | 2     | 3     | 4     | 5     | Poäng totalt | Speltid | Åskådare |
| --------- | --------------------------------- | -------- | ----- | ----- | ----- | ----- | ----- | ------------ | ------- | -------- |
| 30-11-11  | Voléro Zürich - Trefl Sopot       | 2 - 3    | 25:19 | 25:14 | 14:25 | 15:25 | 9:15  | 88 - 98      | 1h:48   | 875      |
| 30-11-11  | ZHVK Dinamo Kazan - VK Prostějov  | 3 - 2    | 23:25 | 20:25 | 25:18 | 25:15 | 15:11 | 108 - 94     | 1h:50   | 2.000    |
| 07-12-11  | VK Prostějov - Voléro Zürich      | 1 - 3    | 21:25 | 12:25 | 25:15 | 15:25 |       | 73 - 90      | 1h:35   | 1.300    |
| 07-12-11  | Trefl Sopot - ZHVK Dinamo Kazan   | 0 - 3    | 15:25 | 19:25 | 23:25 |       |       | 57 - 75      | 1h:15   | 3.241    |
| 13-12-11  | Trefl Sopot - VK Prostějov        | 3 - 0    | 25:21 | 25:14 | 25:20 |       |       | 75 - 55      | 1h:14   | 2.300    |
| 15-12-11  | Voléro Zürich - ZHVK Dinamo Kazan | 1 - 3    | 25:22 | 23:25 | 22:25 | 18:25 |       | 88 - 97      | 1h:48   | 1.100    |
| 21-12-11  | VK Prostějov - Trefl Sopot        | 0 - 3    | 21:25 | 25:27 | 17:25 |       |       | 63 - 77      | 1h:22   | 1.300    |
| 21-12-11  | ZHVK Dinamo Kazan - Voléro Zürich | 3 - 1    | 25:16 | 19:25 | 25:20 | 25:18 |       | 94 - 79      | 1h:42   | 1.100    |
| 11 -01-12 | ZHVK Dinamo Kazan - Trefl Sopot   | 3 - 0    | 25:21 | 25:16 | 25:23 |       |       | 75 - 60      | 1h:17   | 1.150    |
| 11-01-12  | Voléro Zürich - VK Prostějov      | 3 - 0    | 25:21 | 25:21 | 25:20 |       |       | 75 - 62      | 1h:16   | 1.220    |
| 17-01-12  | VK Prostějov - ZHVK Dinamo Kazan  | 3 - 1    | 25:18 | 25:20 | 22:25 | 25:19 |       | 97 - 82      | 1h:42   | 1.000    |
| 17-01-12  | Trefl Sopot - Voléro Zürich       | 3 - 2    | 25:16 | 23:25 | 25:22 | 22:25 | 15:10 | 110 - 98     | 2h:00   | 800      |

#### Sluttabell
| Pos | Lag               | Poäng | Matcher | Matcher | Matcher   | Set   | Set       | Kvot  | Poäng | Poäng     | Kvot  |
| Pos | Lag               | Poäng | Spelade | Vunna   | Förlorade | Vunna | Förlorade | Kvot  | Vunna | Förlorade | Kvot  |
| --- | ----------------- | ----- | ------- | ------- | --------- | ----- | --------- | ----- | ----- | --------- | ----- |
| 1   | ZHVK Dinamo Kazan | 14    | 6       | 5       | 1         | 16    | 7         | 2.285 | 531   | 475       | 1.117 |
| 2   | Trefl Sopot       | 10    | 6       | 4       | 2         | 12    | 10        | 1.200 | 477   | 454       | 1.050 |
| 3   | Voléro Zürich     | 8     | 6       | 2       | 4         | 12    | 13        | 0.923 | 518   | 534       | 0.970 |
| 4   | VK Prostějov      | 4     | 6       | 1       | 5         | 6     | 16        | 0.375 | 444   | 507       | 0.875 |

### Grupp D

#### Resultat
| Datum    | Mellan                                    | Resultat | Set   | Set   | Set   | Set   | Set   | Poäng totalt | Speltid | Åskådare |
| Datum    | Mellan                                    | Resultat | 1     | 2     | 3     | 4     | 5     | Poäng totalt | Speltid | Åskådare |
| -------- | ----------------------------------------- | -------- | ----- | ----- | ----- | ----- | ----- | ------------ | ------- | -------- |
| 29-11-11 | CSV 2004 Tomis Constanța - Azərreyl QVK   | 0 - 3    | 19:25 | 18:25 | 22:25 |       |       | 59 - 75      | 1h:13   | 2.000    |
| 30-11-11 | Volley Bergamo - Vakıfbank SK             | 0 - 3    | 14:25 | 20:25 | 17:25 |       |       | 51 - 75      | 1h:09   | 1.050    |
| 07-12-11 | Azərreyl QVK - Volley Bergamo             | 3 - 1    | 25:15 | 25:19 | 22:25 | 25:22 |       | 97 - 81      | 1h:45   | 2.000    |
| 08-12-11 | Vakıfbank SK - CSV 2004 Tomis Constanța   | 3 - 0    | 25:20 | 25:19 | 25:16 |       |       | 75 - 55      | 1h:13   | 1.150    |
| 13-12-11 | CSV 2004 Tomis Constanța - Volley Bergamo | 3 - 2    | 25:19 | 18:25 | 17:25 | 26:24 | 15:11 | 101 - 104    | 1h:59   | 1.200    |
| 14-12-11 | Azərreyl QVK - Vakıfbank SK               | 3 - 0    | 25:23 | 25:21 | 26:24 |       |       | 76 - 68      | 1h:25   | 3.000    |
| 20-12-11 | Vakıfbank SK - Azərreyl QVK               | 3 - 2    | 21:25 | 25:14 | 25:23 | 20:25 | 15:12 | 106 - 99     | 2h:13   | -        |
| 22-12-11 | Volley Bergamo - CSV 2004 Tomis Constanța | 3 - 0    | 25:11 | 25:23 | 25:22 |       |       | 75 - 56      | 1h:10   | 1.085    |
| 10-01-12 | CSV 2004 Tomis Constanța - Vakıfbank SK   | 0 - 3    | 18:25 | 19:25 | 23:25 |       |       | 60 - 75      | 1h:12   | 1.200    |
| 12-01-12 | Volley Bergamo - Azərreyl QVK             | 3 - 1    | 25:23 | 25:18 | 22:25 | 25:21 |       | 97 - 87      | 1h:47   | 1.010    |
| 17-01-12 | Vakıfbank SK - Volley Bergamo             | 3 - 1    | 25:13 | 25:20 | 18:25 | 25:20 |       | 93 - 78      | 1h:40   | 750      |
| 17-01-12 | Azərreyl QVK - CSV 2004 Tomis Constanța   | 3 - 0    | 25:20 | 25:16 | 27:25 |       |       | 77 - 61      | 1h:25   | 1.500    |

#### Sluttabell
| Pos | Lag                      | Poäng | Matcher | Matcher | Matcher   | Set   | Set       | Kvot  | Poäng | Poäng     | Kvot  |
| Pos | Lag                      | Poäng | Spelade | Vunna   | Förlorade | Vunna | Förlorade | Kvot  | Vunna | Förlorade | Kvot  |
| --- | ------------------------ | ----- | ------- | ------- | --------- | ----- | --------- | ----- | ----- | --------- | ----- |
| 1   | Vakıfbank SK             | 14    | 6       | 5       | 1         | 15    | 6         | 2.500 | 492   | 419       | 1.174 |
| 2   | Azərreyl QVK             | 13    | 6       | 4       | 2         | 15    | 7         | 2.142 | 511   | 472       | 1.082 |
| 3   | Volley Bergamo           | 7     | 6       | 2       | 4         | 10    | 13        | 0.769 | 486   | 509       | 0.954 |
| 4   | CSV 2004 Tomis Constanța | 2     | 6       | 1       | 5         | 3     | 17        | 0.176 | 392   | 481       | 0.814 |

### Grupp E

#### Resultat
| Datum    | Mellan                                              | Resultat | Set   | Set   | Set   | Set   | Set  | Poäng totalt | Speltid | Åskådare |
| Datum    | Mellan                                              | Resultat | 1     | 2     | 3     | 4     | 5    | Poäng totalt | Speltid | Åskådare |
| -------- | --------------------------------------------------- | -------- | ----- | ----- | ----- | ----- | ---- | ------------ | ------- | -------- |
| 30-11-11 | MKS Muszyna - OK Röda stjärnan Belgrad              | 3 - 0    | 25:17 | 25:23 | 25:18 |       |      | 75 - 58      | 1h:12   | 800      |
| 01-12-11 | Robursport Volley Pesaro - ZHVK Dinamo Moskva       | 3 - 0    | 25:21 | 25:17 | 25:19 |       |      | 75 - 57      | 1h:10   | 1.020    |
| 07-12-11 | OK Röda stjärnan Belgrad - Robursport Volley Pesaro | 0 - 3    | 10:25 | 23:25 | 13:25 |       |      | 46 - 75      | 1h:05   | 500      |
| 08-12-11 | ZHVK Dinamo Moskva - MKS Muszyna                    | 2 - 3    | 25:23 | 26:28 | 25:15 | 15:25 | 8:15 | 99 - 106     | 1h:49   | 1.200    |
| 14-12-11 | ZHVK Dinamo Moskva - OK Röda stjärnan Belgrad       | 3 - 0    | 25:17 | 25:14 | 25:19 |       |      | 75 - 50      | 1h:05   | 1.800    |
| 15-12-11 | Robursport Volley Pesaro - MKS Muszyna              | 1 - 3    | 22:25 | 20:25 | 26:24 | 20:25 |      | 88 - 99      | 1h:44   | 950      |
| 21-12-11 | OK Röda stjärnan Belgrad - ZHVK Dinamo Moskva       | 1 - 3    | 18:25 | 25:23 | 21:25 | 14:25 |      | 78 - 98      | 1h:33   | 850      |
| 21-12-11 | MKS Muszyna - Robursport Volley Pesaro              | 0 - 3    | 23:25 | 22:25 | 26:28 |       |      | 71 - 78      | 1h:28   | 980      |
| 11-01-12 | MKS Muszyna - ZHVK Dinamo Moskva                    | 1 - 3    | 22:25 | 19:25 | 25:19 | 18:25 |      | 84 - 94      | 1h:39   | 1.100    |
| 12-01-12 | Robursport Volley Pesaro - OK Röda stjärnan Belgrad | 3 - 0    | 25:23 | 25:17 | 25:22 |       |      | 75 - 62      | 1h:17   | 1.000    |
| 17-01-12 | OK Röda stjärnan Belgrad - MKS Muszyna              | 1 - 3    | 15:25 | 15:25 | 26:24 | 17:25 |      | 73 - 99      | 1h:38   | 2.000    |
| 17-01-12 | ZHVK Dinamo Moskva - Robursport Volley Pesaro       | 3 - 0    | 26:24 | 25:18 | 25:20 |       |      | 76 - 62      | 1h:14   | 1.900    |

#### Sluttabell
| Pos | Lag                      | Poäng | Matcher | Matcher | Matcher   | Set   | Set       | Ratio | Poäng | Poäng     | Ratio |
| Pos | Lag                      | Poäng | Spelade | Vunna   | Förlorade | Vunna | Förlorade | Ratio | Vunna | Förlorade | Ratio |
| --- | ------------------------ | ----- | ------- | ------- | --------- | ----- | --------- | ----- | ----- | --------- | ----- |
| 1   | ZHVK Dinamo Moskva       | 13    | 6       | 4       | 2         | 14    | 8         | 1.750 | 499   | 455       | 1.096 |
| 2   | Robursport Volley Pesaro | 12    | 6       | 4       | 2         | 13    | 6         | 2.166 | 453   | 411       | 1.102 |
| 3   | MKS Muszyna              | 11    | 6       | 4       | 2         | 13    | 10        | 1.300 | 534   | 490       | 1.089 |
| 4   | OK Röda stjärnan Belgrad | 0     | 6       | 0       | 6         | 2     | 18        | 0.111 | 367   | 497       | 0.738 |

## Åttondelsfinaler
Lottning av åttondelsfinalerna ägde rum den 19 januari 2012 i  Luxemburg, Luxemburg, i närvaro av CEV:s verkställande kommitté.

### Match 1 - Resultat
| Datum    | Mellan                                                                          | Resultat | Set   | Set   | Set   | Set   | Set   | Poäng totalt | Speltid | Åskådare |
| Datum    | Mellan                                                                          | Resultat | 1     | 2     | 3     | 4     | 5     | Poäng totalt | Speltid | Åskådare |
| -------- | ------------------------------------------------------------------------------- | -------- | ----- | ----- | ----- | ----- | ----- | ------------ | ------- | -------- |
| 01-02-12 | VK Prostějov - Fenerbahçe SK                                                    | 1 - 3    | 25:23 | 23:25 | 17:25 | 16:25 |       | 81 - 98      | 1h:43   | 1.400    |
| 01-02-12 | Trefl Sopot - Rabita Baku                                                       | 3 - 1    | 22:25 | 25:22 | 25:20 | 26:24 |       | 98 - 91      | 1h:50   | 4.000    |
| 01-02-12 | Dresdner SC - ZHVK Dinamo Kazan                                                 | 0 - 3    | 12:25 | 20:25 | 13:25 |       |       | 45 - 75      | 1h:09   | 2.650    |
| 01-02-12 | Voléro Zürich - Azərreyl QVK                                                    | 1 - 3    | 19:25 | 25:22 | 24:26 | 16:25 |       | 84 - 98      | 1h:44   | 1.240    |
| 01-02-12 | Gruppo Sportivo Oratorio Pallavolo Femminile Villa Cortese - ZHVK Dinamo Moskva | 3 - 2    | 25:20 | 25:18 | 18:25 | 23:25 | 15:12 | 106 - 100    | 1h:58   | 1.005    |
| 02-02-12 | Volley Bergamo - Robursport Volley Pesaro                                       | 3 - 0    | 25:16 | 25:20 | 25:22 |       |       | 75 - 58      | 1h:15   | 1.020    |
| 02-02-12 | MKS Muszyna - RC Cannes                                                         | 0 - 3    | 19:25 | 18:25 | 19:25 |       |       | 56 - 75      | 1h:09   | 1.000    |
| 02-02-12 | Eczacıbaşı SK - Vakıfbank SK                                                    | 1 - 3    | 22:25 | 21:25 | 25:20 | 20:25 |       | 88 - 95      | 1h:47   | 1.287    |

### Match 2 - Resultat
| Datum    | Mellan                                                                          | Resultat | Set   | Set   | Set   | Set   | Set   | Poäng totalt | Speltid | Åskådare |
| Datum    | Mellan                                                                          | Resultat | 1     | 2     | 3     | 4     | 5     | Poäng totalt | Speltid | Åskådare |
| -------- | ------------------------------------------------------------------------------- | -------- | ----- | ----- | ----- | ----- | ----- | ------------ | ------- | -------- |
| 07-02-12 | RC Cannes - MKS Muszyna                                                         | 3 - 0    | 25:22 | 25:18 | 25:16 |       |       | 75 - 56      | 1h:12   | 3.200    |
| 08-02-12 | Azərreyl QVK - Voléro Zürich                                                    | 3 - 0    | 25:17 | 25:18 | 25:14 |       |       | 75 - 49      | 1h:11   | 1.200    |
| 09-02-12 | Fenerbahçe SK - VK Prostějov                                                    | 3 - 0    | 27:25 | 25:19 | 25:14 |       |       | 77 - 58      | 1h:11   | 3.700    |
| 09-02-12 | Rabita Baku - Trefl Sopot                                                       | 3 - 1    | 21:25 | 25:14 | 25:20 | 25:20 |       | 96 - 79      | 1h:54   | 2.800    |
| 09-02-12 | ZHVK Dinamo Kazan - Dresdner SC                                                 | 3 - 0    | 25:22 | 25:16 | 25:16 |       |       | 75 - 54      | 1h:07   | 1.150    |
| 09-02-12 | Vakıfbank SK - Eczacıbaşı SK                                                    | 3 - 2    | 20:25 | 25:22 | 22:25 | 25:21 | 15:13 | 107 - 106    | 2h:13   | 2.500    |
| 09-02-12 | Robursport Volley Pesaro - Volley Bergamo                                       | 1 - 3    | 14:25 | 26:24 | 17:25 | 25:27 |       | 82 - 101     | 1h:41   | 1.225    |
| 09-02-12 | ZHVK Dinamo Moskva - Gruppo Sportivo Oratorio Pallavolo Femminile Villa Cortese | 0 - 3    | 15:25 | 22:25 | 23:25 |       |       | 60 - 75      | 1h:13   | 2.000    |

### Kvalificerade lag
- Azərreyl QVK
- Rabita Baku[3]
- Volley Bergamo
- RC Cannes
- Fenerbahçe SK
- Vakıfbank SK
- ZHVK Dinamo Kazan
- Gruppo Sportivo Oratorio Pallavolo Femminile Villa Cortese

## Kvartsfinaler

### Match 1 - Resultat
| Datum    | Mellan                                                                      | Resultat | Set   | Set   | Set   | Set   | Set | Poäng totalt | Speltid | Åskådare |
| Datum    | Mellan                                                                      | Resultat | 1     | 2     | 3     | 4     | 5   | Poäng totalt | Speltid | Åskådare |
| -------- | --------------------------------------------------------------------------- | -------- | ----- | ----- | ----- | ----- | --- | ------------ | ------- | -------- |
| 22-02-12 | Rabita Baku - Fenerbahçe SK                                                 | 0 - 3    | 13:25 | 24:26 | 19:25 |       |     | 56 - 76      | 1h:11   | 2.793    |
| 22-02-12 | ZHVK Dinamo Kazan - Azərreyl QVK                                            | 3 - 1    | 22:25 | 25:23 | 25:22 | 25:21 |     | 97 - 91      | 1h:46   | 2.000    |
| 23-02-12 | Vakıfbank SK - RC Cannes                                                    | 3 - 0    | 25:23 | 25:21 | 25:11 |       |     | 75 - 55      | 1h:17   | 3.710    |
| 23-02-12 | Gruppo Sportivo Oratorio Pallavolo Femminile Villa Cortese - Volley Bergamo | 3 - 1    | 21:25 | 25:15 | 25:20 | 25:19 |     | 96 - 79      | 1h:47   | 1.000    |

### Match 2 - Resultat
| Datum    | Mellan                                                                      | Resultat | Set   | Set   | Set   | Set   | Set   | Poäng totalt | Speltid | Åskådare |
| Datum    | Mellan                                                                      | Resultat | 1     | 2     | 3     | 4     | 5     | Poäng totalt | Speltid | Åskådare |
| -------- | --------------------------------------------------------------------------- | -------- | ----- | ----- | ----- | ----- | ----- | ------------ | ------- | -------- |
| 28-02-12 | Azərreyl QVK - ZHVK Dinamo Kazan                                            | 3 - 0    | 25:21 | 25:23 | 25:11 |       |       | 75 - 55      | 1h:34   | 3.000    |
| 29-02-12 | Fenerbahçe SK - Rabita Baku                                                 | 3 - 0    | 25:20 | 25:17 | 25:20 |       |       | 75 - 57      | 1h:22   | 5.212    |
| 29-02-12 | Volley Bergamo - Gruppo Sportivo Oratorio Pallavolo Femminile Villa Cortese | 3 - 2    | 26:24 | 25:27 | 25:18 | 20:25 | 18:16 | 114 - 110    | 2h:27   | 2.080    |
| 01-03-12 | RC Cannes - Vakıfbank SK                                                    | 3 - 2    | 19:25 | 25:14 | 16:25 | 25:21 | 17:15 | 102 - 100    | 2h:19   | 3.600    |

### Kvalificerade lag
- RC Cannes[4]
- Fenerbahçe SK
- ZHVK Dinamo Kazan[5]
- Gruppo Sportivo Oratorio Pallavolo Femminile Villa Cortese[6]

## Finalspelet
Finlspelet genomfördes i Sport and Concert Complex of Heydar Aliyev, Baku, Azerbajdjan. Semifinalerna spelades lördagen den 24 mars, medan finalen och match om tredjepris spelades söndagen den 25 mars. 

### Upplägg
|  | Semifinaler       | Semifinaler |           |               | Final               | Final               |  |
|  |                   |             |           |               |                     |                     |  |
|  | Fenerbahçe SK     | 3           |           |               |                     |                     |  |
|  | Fenerbahçe SK     | 3           |           |               |                     |                     |  |
|  | ZHVK Dinamo Kazan | 1           |           |               |                     |                     |  |
|  | ZHVK Dinamo Kazan | 1           |           | Fenerbahçe SK | 3                   |                     |  |
|  |                   |             |           | Fenerbahçe SK | 3                   |                     |  |
|  |                   |             | RC Cannes | 0             |                     |                     |  |
|  | RC Cannes         | 3           | RC Cannes | 0             |                     |                     |  |
|  | RC Cannes         | 3           |           |               |                     |                     |  |
|  | Villa Cortese     | 1           |           |               | Match om tredjepris | Match om tredjepris |  |
|  | Villa Cortese     | 1           |           |               |                     |                     |  |
|  |                   |             |           |               |                     |                     |  |
|  |                   |             |           |               | ZHVK Dinamo Kazan   | 3                   |  |
|  |                   |             |           |               | ZHVK Dinamo Kazan   | 3                   |  |
|  |                   |             |           |               | Villa Cortese       | 1                   |  |

#### Resultat
| Datum    | Mellan                                                                         | Resultat | Set   | Set   | Set   | Set   | Set | Poäng totalt | Speltid | Åskådare |
| Datum    | Mellan                                                                         | Resultat | 1     | 2     | 3     | 4     | 5   | Poäng totalt | Speltid | Åskådare |
| -------- | ------------------------------------------------------------------------------ | -------- | ----- | ----- | ----- | ----- | --- | ------------ | ------- | -------- |
| 24-03-12 | Fenerbahçe SK - ZHVK Dinamo Kazan                                              | 3 - 1    | 17:25 | 25:23 | 25:17 | 25:18 |     | 92 - 83      | 1h:42   | 2 000    |
| 24-03-12 | RC Cannes - Gruppo Sportivo Oratorio Pallavolo Femminile Villa Cortese         | 3 - 1    | 25:17 | 26:24 | 27:29 | 25:15 |     | 103 - 85     | 1h:42   | 1 500    |
| 25-03-12 | ZHVK Dinamo Kazan - Gruppo Sportivo Oratorio Pallavolo Femminile Villa Cortese | 3 - 1    | 25:13 | 25:17 | 24:26 | 25:23 |     | 99 - 79      | 1h:46   | 700      |
| 25-03-12 | Fenerbahçe SK - RC Cannes                                                      | 3 - 0    | 25:14 | 25:22 | 25:20 |       |     | 75 - 56      | 1h:16   | 3 000    |

## Individuella utmärkelser
| Utmärkelse              | Namn              | Lag                                                        |
| ----------------------- | ----------------- | ---------------------------------------------------------- |
| Mest värdefulla spelare | Kim Yeon-koung    | Fenerbahçe SK                                              |
| Bästa poängvinnare      | Kim Yeon-koung    | Fenerbahçe SK                                              |
| Bästa anfallare         | Sarah Pavan       | Gruppo Sportivo Oratorio Pallavolo Femminile Villa Cortese |
| Bästa blockare          | Marija Borodakova | ZHVK Dinamo Kazan                                          |
| Bästa servare           | Makare Desilets   | Gruppo Sportivo Oratorio Pallavolo Femminile Villa Cortese |
| Bästa passare           | Naz Aydemir       | Fenerbahçe SK                                              |
| Bästa mottagare         | Jordan Larson     | ZHVK Dinamo Kazan                                          |
| Bästa libero            | Paola Cardullo    | RC Cannes                                                  |